# 2767 Takenouchi
2767 Takenouchi è un asteroide della fascia principale. Scoperto nel 1967, presenta un'orbita caratterizzata da un semiasse maggiore pari a 3,0233664 UA e da un'eccentricità di 0,0872530, inclinata di 10,88355° rispetto all'eclittica.